# Hound nacional
O farejador nacional é um raça canina brasileira de tipo sabujo que teve origem nos cães rastreadores trazidos ao Brasil por volta do século XVII.

## História
Ainda no século XVII, europeus trouxeram ao Brasil cães da raça foxhound inglês, teriam vindo com alguns soldados mercenários ingleses, a serviço da Companhia Holandesa das Índias Ocidentais, para auxiliar na colonização do nordeste brasileiro.
Já no início do século XIX, através do Decreto de Abertura dos Portos às Nações Amigas, promulgado pelo príncipe-regente de Portugal, Dom João de Bragança, no dia 28 de janeiro de 1808, através deste decreto, se beneficiou largamente o comércio com o Reino Unido da Grã-Bretanha e Irlanda do Norte, e como era de costume na época, cães eram levados nos navios para controlarem a população de ratos, assim mais foxhounds ingleses teriam chegado em terras brasileiras.
Paralelamente a isto, com a vinda da família real portuguesa e sua corte de nobres e respectivos servos para o Brasil, aproximadamente quinze mil pessoas, novamente grande quantidade de foxhounds ingleses chegaram ao solo brasileiro, devido a serem cães muito populares entre a corte. Alguns anos mais tarde, acredita-se que mais foxhounds ingleses teriam sido importados pela princesa Leopoldina e pelo Conde d'Eu, dois aficionados pela raça.
Depois disto, no final do século XIX, mais foxhounds ingleses teriam chegado ao Brasil, e no mesmo período também chegam grande quantidade de cães da raça foxhound americano, ambas as raças chegam com engenheiros e diretores das empresas estadunidenses e inglesas que construíram diversas ferrovias brasileiras neste período. Também se tem conhecimento de que o presidente Getúlio Vargas, um dos grandes admiradores da raça, teria importado grande quantidade de foxhounds americanos, em período anterior a 2ª Guerra Mundial.
Acredita-se que o surgimento da raça hound nacional ocorreu através da junção entre a seleção natural a que estes cães sofreram no Brasil, tendo que se adaptar não apenas a um novo ambiente, adi vindo de clima, geografia, fauna e floras diferentes, mas também houve uma seleção artificial realizada por caçadores em solo brasileiro, que programavam acasalamentos entre os cães que mais se destacavam na caça em matas brasileiras, especialmente à caça da onça-pintada, e estas seleções, natural e artificial de mais de trezentos anos fizeram surgir uma raça de cães rastreadores totalmente adaptada aos diferentes biomas brasileiros, e as diferentes caças encontradas nas florestas tropicais, muito mais ferozes que as raposas que seus ancestrais foxhounds caçavam no hemisfério norte.
Por volta do ano de 1820, várias famílias se dedicavam a caça e ao aprimoramento de cães rastreadores no interior do Brasil, entre elas, a de maior destaque é a família Junqueira, há registros históricos que José Faustino Junqueira, fazendeiro e caçador de Cruzília, no interior do Estado de Minas Gerais, foi o primeiro criador de cães rastreadores que tinha seu plantel de cães considerados como de raça à parte dos ancestrais fox hounds, seus cães já eram conhecidos na época como hound nacional, mas mesmo com a consolidação da nova raça, com características diferenciadas dos seus ancestrais foxhounds, ainda assim era muito comum que estes cães continuassem a ser chamados pelos homens do campo por “americano”, devido a sua semelhança com um de seus ancestrais, o foxhound americano.
Já no início do século XIX o hound do Brasil já era uma raça de renome entre fazendeiros e caçadores no interior do sudeste e centro-oeste do Brasil, com grande adesão no interior de Goiás, São Paulo, mas especialmente no interior mineiro, e muitos fazendeiros e caçadores compravam filhotes da raça para criar e caçar. Neste período, fazendeiros fizeram importações de outras raças de cães para aprimorar a raça, que recebeu sangue de walker hound, bloodhound, plut hound e de sabujos franceses, provavelmente da raça grande sabujo anglo-francês tricolor. Entretanto, estas importações representam muito pouco à carga genética do hound nacional, visto que há mais de trezentos anos vinha recebendo sangue de foxhounds ingleses e americanos, estes sim com grande parcela na carga genética do hound nacional.

## Preservação
Na atualidade, um clube de cães de raça, localizado no interior mineiro, está trabalhando pela preservação do hound do Brasil, realizando trabalho de microchipagem, registro genealógico, preservando as aptidões de caça da raça, através de simulações de caça, e procura registrar o hound nacional junto ao Ministério da Agricultura